# Balimbing Julu
Balimbing Julu is een bestuurslaag in het regentschap Padang Lawas Utara van de provincie Noord-Sumatra, Indonesië. Balimbing Julu telt 281 inwoners (volkstelling 2010).